# Reposaaret (öar)
Reposaaret, nordsamiska: Rippsuolluuh, är öar i Finland. De ligger i sjön Enare träsk och i kommunen Enare i den ekonomiska regionen Norra Lappland och landskapet Lappland, i den norra delen av landet, 1 000 km norr om huvudstaden Helsingfors. Arean för den av öarna koordinaterna pekar på är 5,5 hektar och dess största längd är 400 meter i sydöst-nordvästlig riktning.  Notera att namnet antyder att det är fråga om flera öar.